# S'Estany d'en Mas

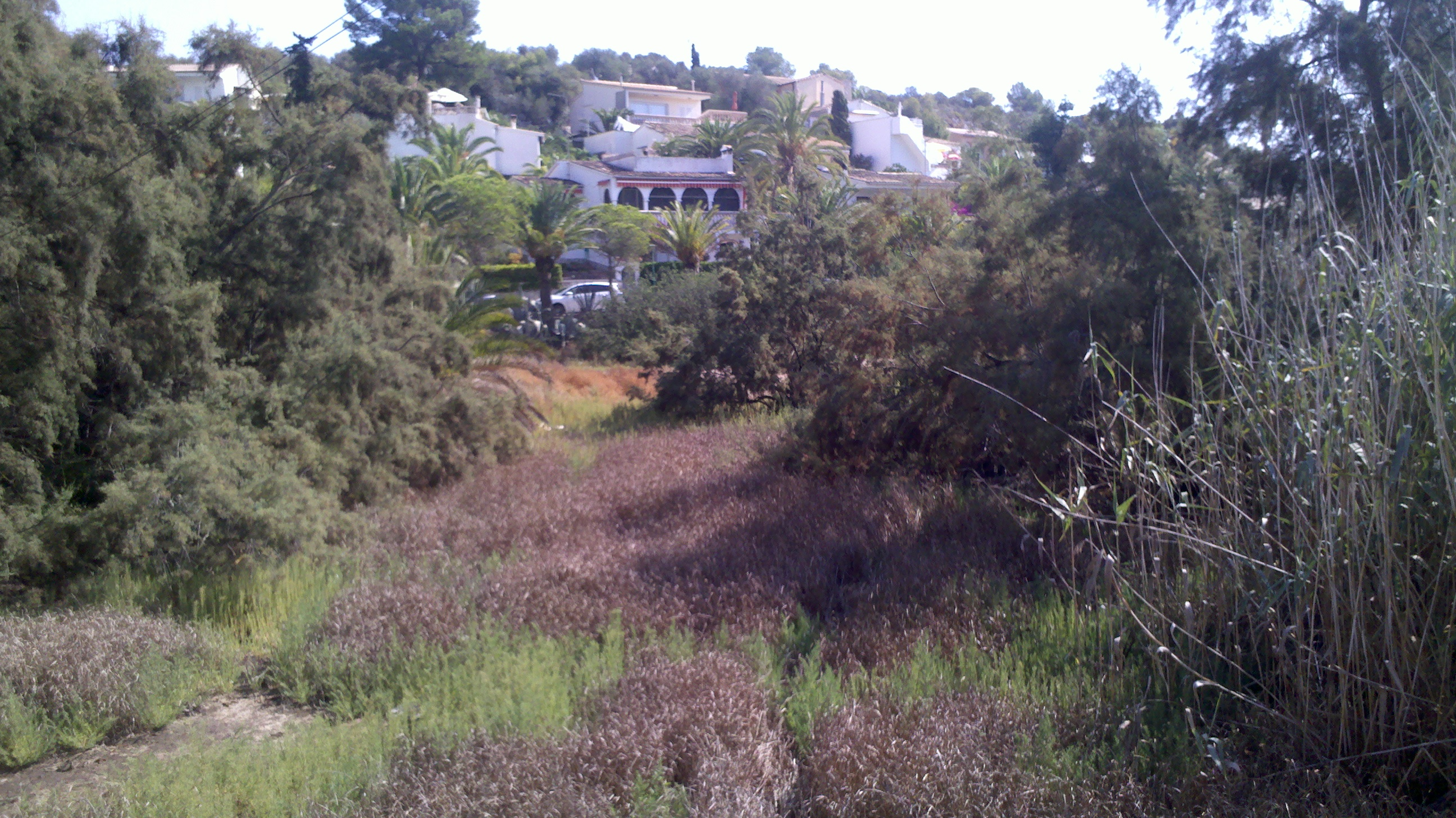
Lit de ruisseau sec de la cala.

S'Estany d'en Mas avec la plage Cala Romàntica est une station balnéaire espagnole située dans l'archipel des Baléares et précisément sur l’île de Majorque.
Il y a un embarcadère pour des bateaux touristiques ou cala.